# Иван Червенаков
Иван Георгиев Червенаков е български офицер, генерал-майор, участник в Сръбско-българската, Балканската (1912 – 1913) и Междусъюзническата война (1913), командир на 6-а пехотен търновски полк през Първата световна война (1915 – 1918).

## Биография
Иван Червенаков е роден на 16 септември 1865 г. в Пловдив. През 1883 г. постъпва във Военното на Негово Княжеско Височество училище, като достига до звание юнкер, дипломира се 63-ти по успех от 163 офицери, на 27 април 1887 г. е произведен в чин подпоручик и зачислен в 11-и пехотен сливенски полк. По-късно служи в 24-ти пехотен черноморски полк и във Военното училище. През 1908 г. е назначен за старши адютант на 1-ва пехотна софийска дивизия. През 1910 г. служи като адютант на цар Фердинанд.
Подполковник Червенаков взема участие в Балканската (1912 – 1913) и Междусъюзническата война (1913), като от септември 1912 г. командва 1-ва дружина от 1-ви пехотен софийски полк, а от юли 1913 г. е командир на сборен полк.
По време на Първата световна война (1915 – 1918) полковник Червенаков командва 6-а пехотен търновски полк от 1-ва пехотна софийска дивизия, за което е предложен за Военен орден „За храброст“ III степен 1 клас, но съгласно заповед № 679 от 1917 г. по Действащата армия е награден с Царски орден „Св. Александър“ III степен с мечове в средата. След това командва 1-ва бригада от 1-ва пехотна софийска дивизия, за което през 1918 г. е награден с Военен орден „За храброст“ III степен 1 клас, която награда е утвърдена със заповед № 355 от 1921 г. по Министерството на войната. След това, от април 1917 г. полковник Червенаков служи като началник на полската канцелария на Щаба на Действащата армия, а по-късно е назначен за помощник-началник на канцеларията на Министерство на войната. Уволнен е от служба на 31 декември 1918 година.
Генерал-майор умира в София на 25 ноември 1943 година.

## Семейство
Иван Червенаков е брат на полковник Франц Червенаков (1869 – 1929).

## Военни звания
- Подпоручик (27 април 1887)
- Поручик (18 май 1890)
- Капитан (2 август 1890)
- Майор (януари 1906)
- Подполковник (10 юли 1911)
- Полковник (18 май 1915)
- Генерал-майор (31 декември 1918)

## Образование
- Военно на Негово Княжеско Височество училище (1883 – 1887)

## Награди
- Царски орден „Св. Александър“ III степен с мечове по средата (1917)
- Военен орден „За храброст“ III степен 1 клас (1918, 1921)

## Галерия
- поручик Иван Червенаков
- Раняването на ген. Иван Червенаков при Тутракан 1916
- Некорологът на Иван Червенаков